# Пятнистолобый чешуйчатый древолаз
Пятнистолобый чешуйчатый древолаз (лат. Lepidocolaptes affinis) — воробьиная птица семейства печниковые, гнездящаяся в тропических лесах Нового Света от центральной Мексики на востоке Сьерра-Мадре до северной Панамы.
Этот вид древолазов обитает в горах от высоты 1000 м до самой границы эпифитовых и смежных полуоткрытых лесов и полян. Он строит гнездо в форме листа в дупле или в старых норах дятлов или бородатковых, и откладывает два белых яйца.
Пятнистолобый чешуйчатый древолаз обычно в длину 21,5 см и массой 35 грамм. Он имеет пятнистую макушку, оливково-коричневый верх с тонкими полосками на спине, каштановые огузок, крылья и хвост, и полосатый оливково-коричневый низ. Клюв тонкий и изогнут книзу. Молодые особи имеют тусклый цвет оперения с менее отчётливыми полосками и пятнами на макушке.
Пятнистолобый чешуйчатый древолаз очень похож на пестроголового чешуйчатого древолаза (Lepidocolaptes souleyetii), но крупнее и имеет пятнистую макушку, а также является единственным древолазом, который может находиться на больших высотах.
Пятнистолобый чешуйчатый древолаз питается пауками и насекомыми, ползущими на верхушках стволов, свою добычу он извлекает из коры или мхов. Этот вид объединяется в смешанные кормовые стаи.
Вокализация птицы представляет собой писклявое диииик, а песня трель и стук диииии хихихихихи.